# Clatonia (Nebraska)
Clatonia je selo u američkoj saveznoj državi Nebraska. Prema popisu stanovništva iz 2010. u njemu je živjelo 231 stanovnika.